# 年分度者
年分度者（ねんぶんどしゃ）とは、中国や日本のように、各年の僧尼の出家得度の定員が律令（僧尼令）などの国家の規律によって国家の統制を受けた社会において、規定されていた定員に入った者を指す。対して定数以外の度僧制として、皇帝や天皇の恩恵として「特恩度僧」の制度や、国家財政の面から行われた「売度（売牒、出売度牒）」の制度などがある。

## 中国
中国では、度僧制度が確立し始めた南北朝時代の北魏の熙平2年（517年）の霊太后による令に、
年常度僧は、限に依り、大州は応に百人者たるべし。…
と見える。実際には、この令自体は実行されることがなかったが、北朝当時に年分度僧の制度が行われていたことは、『続高僧伝』中の各僧の伝記によって知られる。
唐代になると、中宗の神龍2年（706年）に、「試経度僧」の制度が始まり、科挙制度と同様に、経典に関する試験に合格した者のみを得度させる制度が開始される。

## 日本
平安時代初期、各大寺や各宗派において1年間に得度することが許された者のことで、その人数は朝廷によって決められていた。年分学生、単に年分とも呼ばれた。
奈良時代以後は「度縁の制」がとられてきたが、この制度が乱れ得度者が増加し弊害が生じてきたため設けられた制度である。